# Pistacia
Genre
Classification phylogénétique
Le genre botanique Pistacia regroupe une quinzaine d'espèces d'arbustes appelés pistachiers appartenant à l'ordre des Sapindales et à la famille des Anacardiaceae. 

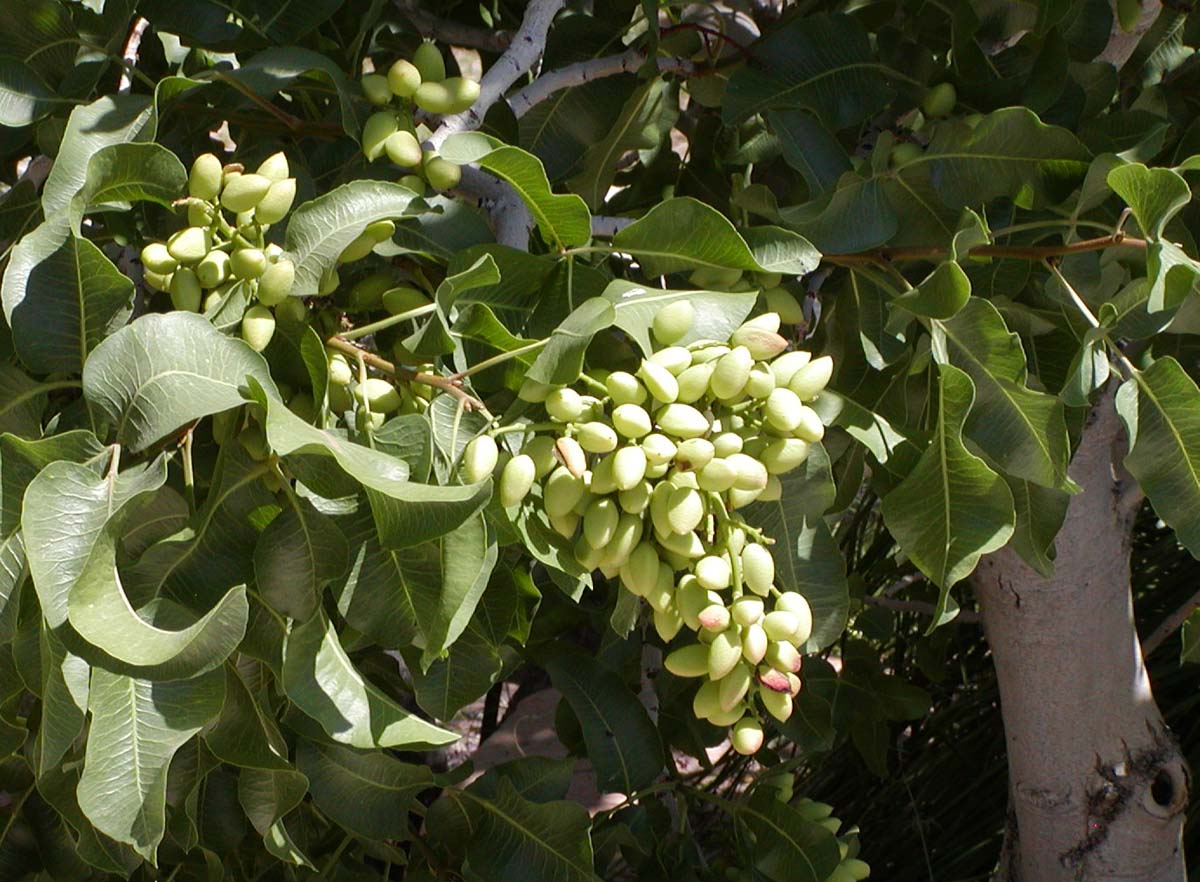
Pistachier vrai.

D'origine asiatique ou méditerranéenne (à l'exception de Pistacia mexicana qui est une espèce américaine), les pistachiers sont des arbustes dioïques (fleurs mâles et femelles poussant sur des arbustes différents). Les fleurs, plus ou moins marron, sont groupées en racèmes. Les fruits sont des drupes.
Le pistachier est un arbre caduc, à croissance lente et longue vie, pouvant atteindre une hauteur de 6 à 10 mètres.

## Liste des espèces
- Pistacia vera L. — pistachier vrai (qui donne la pistache)
- Pistacia lentiscus L. — pistachier lentisque
- Pistacia terebinthus L. — pistachier térébinthe
- Pistacia palaestina — térébinthe de Palestine
- Pistacia aethiopica Kokwaro
- Pistacia afghanistania
- Pistacia atlantica Desf. – appelé Betoum ou Pistachier de l’Atlas (algerie - maroc)
- Pistacia chinensis Bunge –
- Pistacia cucphuongensis Dai
- Pistacia eurycarpa Yalt.
- Pistacia integerrima J.Stewart
- Pistacia khinjuk Stocks
- Pistacia malayana M.R.Henderson
- Pistacia mexicana
- Pistacia wienmannifolia.